# Horní Tošanovice (przystanek kolejowy)
Horní Tošanovice – przystanek kolejowy w Toszonowicach Górnych, w kraju morawsko-śląskim, w Czechach. Przystanek znajduje się na wysokości 365 m n.p.m.

## Historia
Przystanek kolejowy został otwarty w 1954 roku. Wybudowano drewnianą wiatę, która funkcjonowała jako poczekalnia pozbawiona kasy biletowej oraz postawiono drewniane ławki. Od grudnia 2020 roku funkcjonuje jako przystanek na żądanie. 